# Centre-Sud
Centre-Sud er en af Burkina Fasos 13 regioner. Centre-Sud havde i 2006 638.739 indbyggere. Regionshovedstaden er Manga. Regionen består af tre provinser: Bazèga, Nahouri og Zoundwéogo.